# ملوى عزم

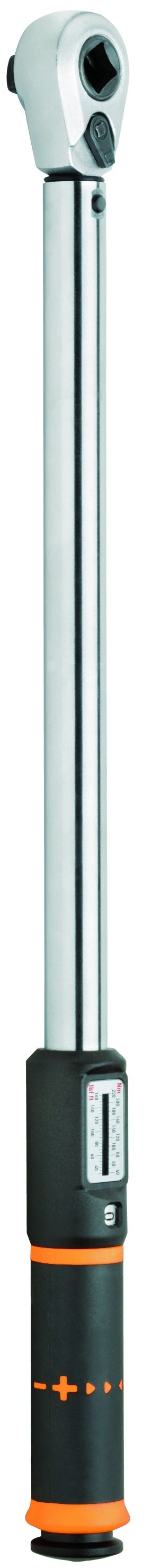
ملوى

مِلوى عَزم الدوران أو مفتاح ربط يقيس عزم الدوران هو أداة تستخدم لتطبيق عزم دوران محدد على مثبت مثل الصمولة أو المصمال أو البرغي. عادة ما يكون على شكل ملوى سقاطة بمقياس مؤشر، أو آلية داخلية تشير (كما هو الحال من خلال «النقر»، إلى حركة محددة لمقبض الأداة بالنسبة إلى رأس الأداة) عند عزم دوران محدد عَدول (أي قابل للتعديل) إلى الوصول إلى القيمة أثناء تدويره.يُستخدم مِلوى العزم عندما يكون إحكام البراغي والمسامير عاملاً حاسماً في التجميع أو التعديل. فهو يسمح للمشغل بضبط عزم الدوران المطبق على أداة التثبيت لتلبية المواصفات الخاصة بتطبيق معين. وهذا يسمح بالشد والتحميل المناسب لجميع الأجزاء.